# Особняк підрядника Бахмутського
Особняк підрядника Наума Бахмутського (Бахмуцького) ― пам'ятка архітектури місцевого значення, розташована в місті Полтава. Адреса ― вул. Пилипа Орлика, 15.
Споруджено будівлю у 1906—1909 роках у стилі раннього романтичного модерну з елементами мавританської архітектури, яка не є типовою для Полтави. Можливо це був подарунок для дружини Ізабелли або для коханки, а кошти на зведення маєтку підрядник міг зекономити від будівництва Дворянського і Селянського банку.
Відсутні достовірні дані про авторство проєкту, на думку Валерія Трегубова, полтавського архітектора, архітектором може бути Владислав Городецький, зважаючи на спільні риси між цим маєтком та караїмською кенасою у Києві (архітектурне вирішення, декорації, матеріали). Автором фасадного оздоблення вважається скульптор Еліо Саля, який також є скульптором фасадного декору кенаси у Києві. Схожість маєтку та кенаси також дозволяють припустити, що фасадне художньо-декоративне литво могло виготовлятися на тому ж цементному заводі «Фор».
У різні часи тут розташовувалися — майстерня, церква, штаб німецьких окупантів та комунальні квартири.

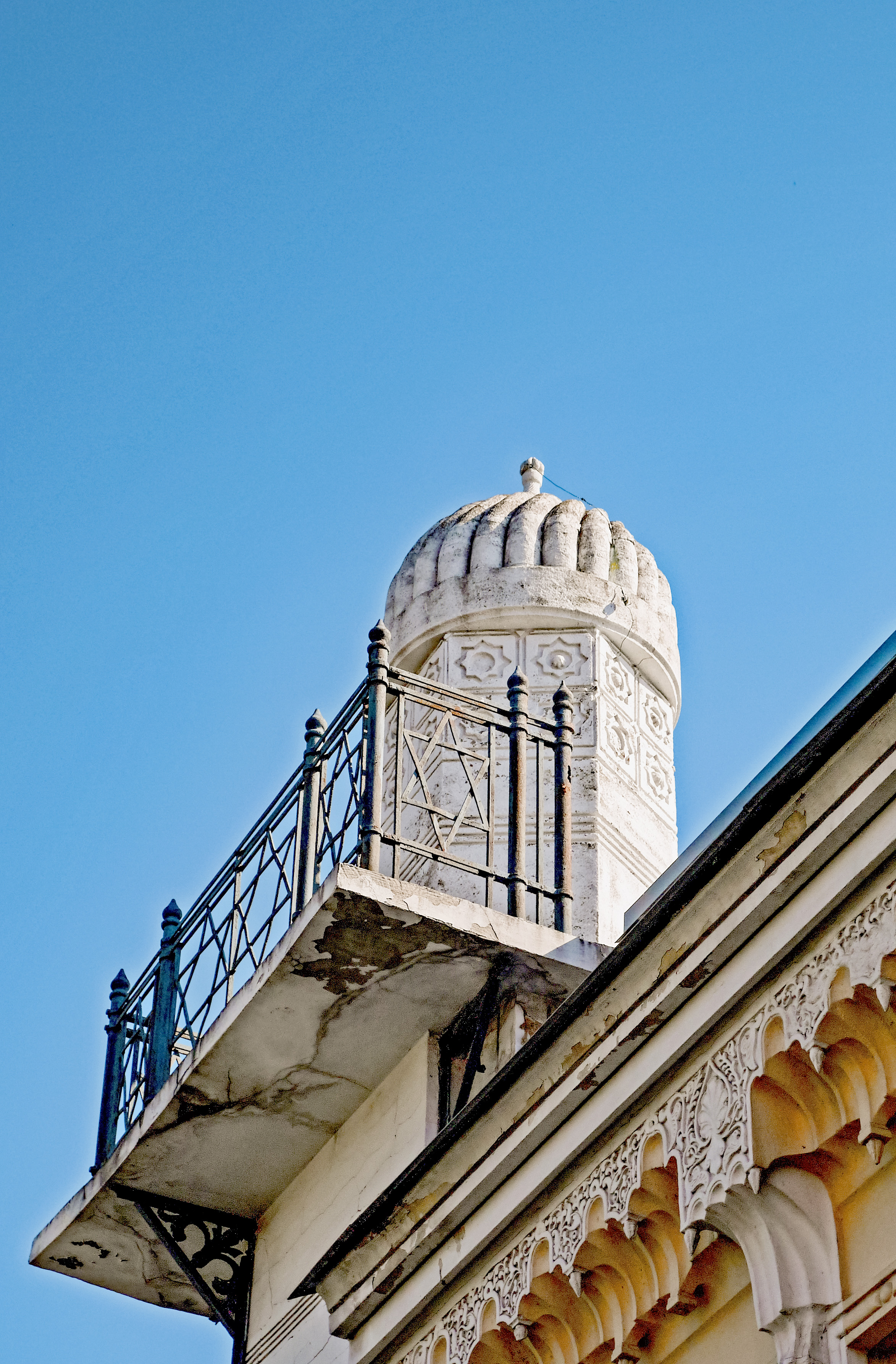
Елемент (червень 2016)
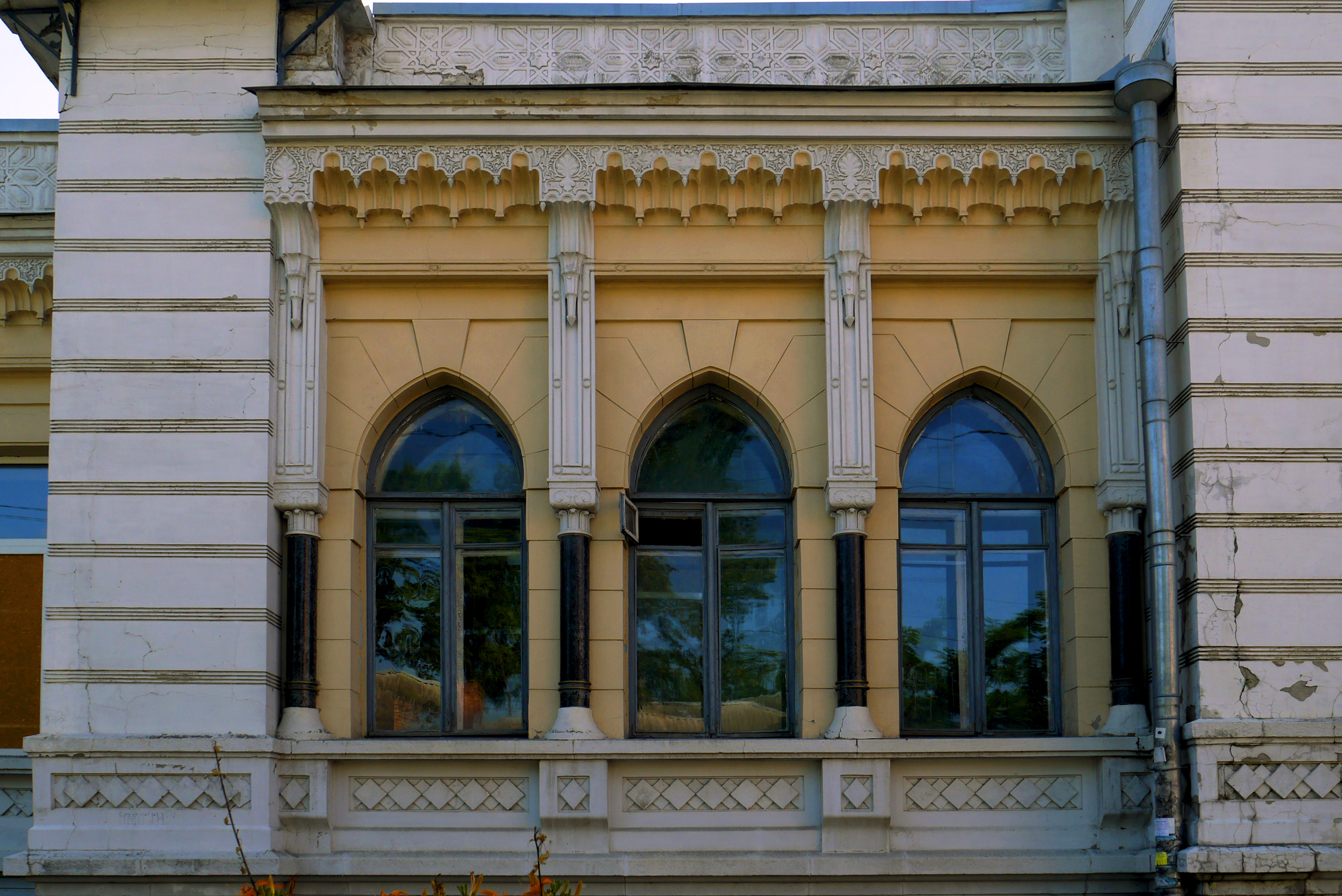
Вікна (червень 2016)
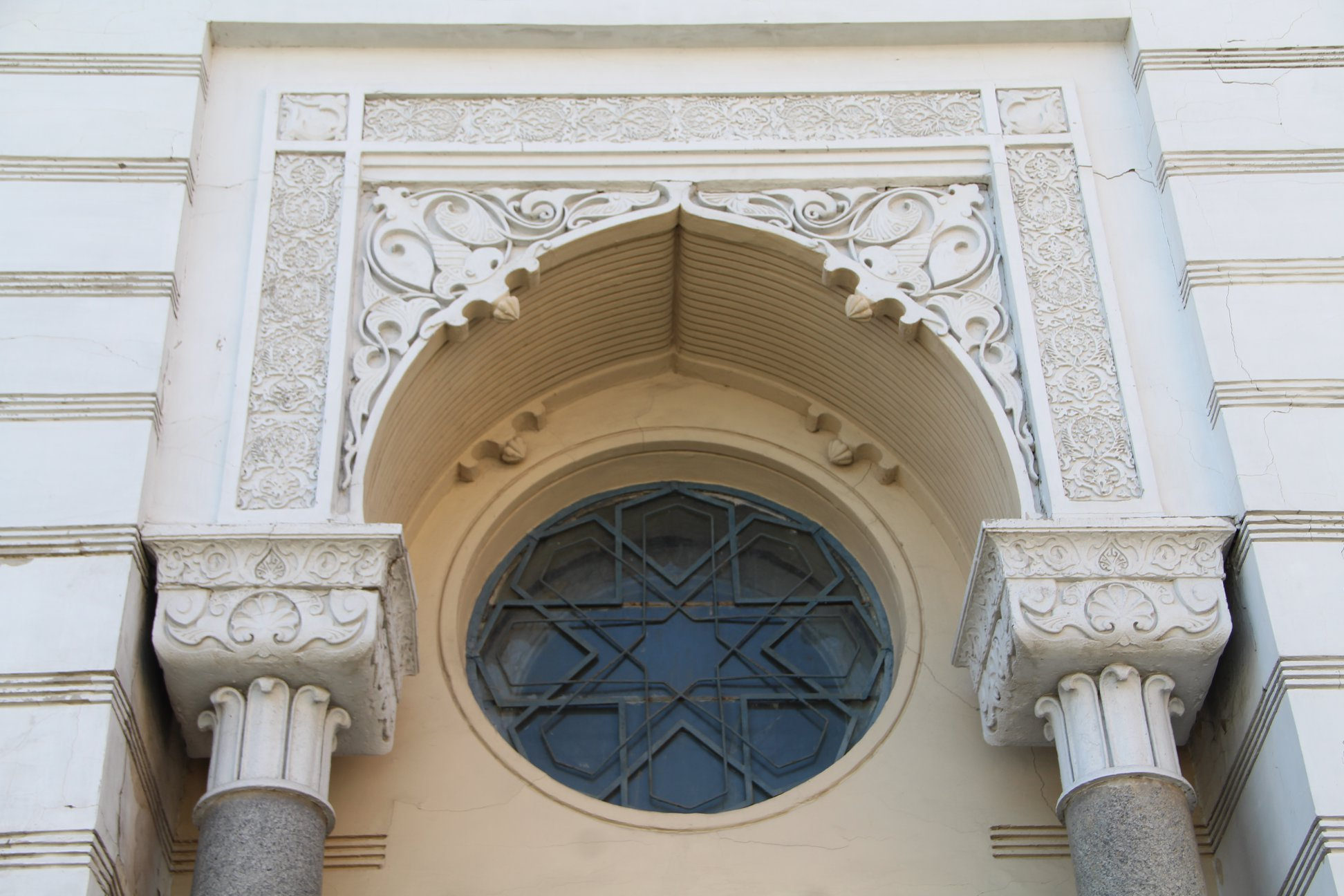
«Мавританське вікно» (серпень 2019)
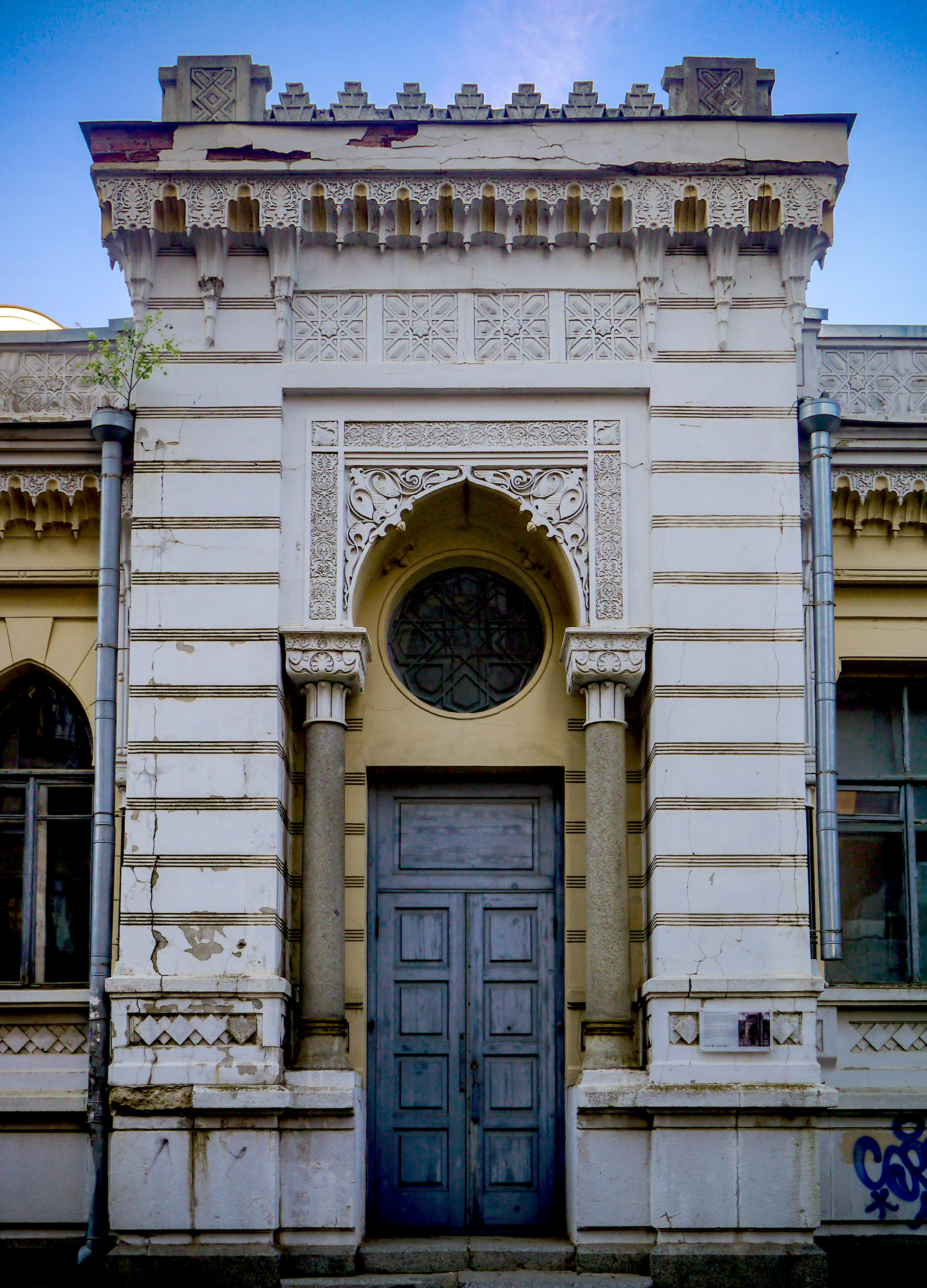
Центральний вхід (червень 2021)

## Виноски
1. 1 2 3 4 5 6  ТОП-5 фактів про будинок Бахмутського у Полтаві. 24.03.2024. Процитовано 15.11.2024.
2. ↑  SavePoltava: Особняк підрядника Бахмуцького, 1906 (укр.). 27 травня 2018.